# Pralay (raketa)
Pralay (sanskrt: pralaya, uništenje) jest taktička balistička raketa zemlja-zemlja kratkog dometa (SRBM) za upotrebu na bojištu koju je razvila Organizacija za obrambena istraživanja i razvoj (DRDO) iz Indije. Projektil je kombinacija tehnologija razvijenih za egzosferni projektil-presretač Prithvi Defence Vehicle (PDV) iz Indijskog programa obrane od balističkih projektila i taktičkog projektila Prahaar. Razvoj Pralaya odobren je u ožujku 2015. s proračunom od 53 milijuna dolara (preračunato u 2020. godini).

## Razvoj
Zasad je jedino sredstvo kojim indijska vojska može gađati ciljeve na udaljenostima reda veličine 500 km nadzvučna krstareća raketa BrahMos. Unatoč visokoj preciznosti, ta raketa može nositi ograničeni korisni teret od otprilike 200 kg, s nedostatkom što je i donekle skupa. Kao rezultat toga, indijska vojska je u posljednje vrijeme osjetila potrebu za SRBM-om s dometom od oko 500 km koji uz to može nositi znatan teret. Istraživački centar Imarat iz Hyderabada vodeći je integrator ovog projekta. Raketa Pralay usporediva je s kineskom raketom Dongfeng 12 (CSS-X-15) poznatom i kao M20, ruskom raketom 9K720 Iskander i južnokorejskom raketom Hyunmoo 2. Pralay je projektil na kruto gorivo koji slijedi kvazibalističku putanju jer može izvoditi manevre u zraku za bijeg od protubalističkih projektila-presretača (anti-ballistic missile, ABM).
Pralay koristi novu generaciju kompozitnog pogonskog goriva na kojem je Laboratorij za istraživanje visokoenergetskih materijala (HEMRL) počeo raditi tijekom razvojne faze Sagarike iz obitelji raketa K. Kruto gorivo je vrlo učinkovito i može dati više energije u usporedbi s gorivom koje se koristi u seriji raketa Agni. Cilj je pomoći u minijaturizaciji budućih projektila bez kompromisa u operativnom dometu.
Pralay može nositi visokoeksplozivne unaprijed oblikovane fragmentacijske bojne glave Penetration-Cum-Blast (PCB) i Runway Denial Penetration submunition (RDPS) mase 350 kg do 700 kg do udaljenosti 150 – 500 km. Njima može gađati radarske i komunikacijske instalacije, zapovjedna središta i uzletišta u blizini bojišnice. Budući da je većina raspoloživih balističkih projektila kratkog dometa (SRBM) u Indiji strateške namjene i da mogu izazvati lažnu uzbunu za nuklearni napad u slučaju konvencionalnog ratovanja, raketa Pralay posebno je razvijena da bude visoko mobilna i da zadovolji zahtjeve indijske vojske za konvencionalne taktičke balističke rakete. Nakon uvođenja u službu raketa Pralay postat će dio topničke pukovnije indijske vojske.

### Upotreba
Razvojna faza Pralaya započela je 2015. godine. Trebale su im četiri godine za testiranje sve potrebne tehnologije. DRDO će provesti četiri probna leta prije nego što raketni sustav uđe u službu. Učeći iz ruske invazije na Ukrajinu 2022., Indija ubrzava razvoj rakete Pralay.